# IK Oden
Idrottsklubben Oden är en idrottsklubb från Västerås. Klubben bildades 17 september 1929 under namnet BK Örnarna. Namnet byttes till IF Sleipner men eftersom en annan klubb, IK Sleipner från Norrköping, redan använde det var man åter tvungna att byta. Den 14 maj 1935 togs namnet IK Oden efter guden med samma namn från nordisk mytologi - Oden.
Under många år hade IK Oden flera sporter på programmet. Det var bandy (spel i div II), handboll (spel i div II) och fotboll. 2018 finns enbart fotboll på programmet. 
Hemmaplan för IK Oden var tidigare Ängsgärdet och senare Ringvallen innan senaste flytten till Brandthovda IP 1984.

IK Oden tränas av Kevin Ahlbäck och spelar säsongen 23/24 i Division 4 Västmanland.